# Baoris
Baoris is een geslacht van vlinders van de familie dikkopjes (Hesperiidae), uit de onderfamilie Hesperiinae.

## Soorten
- B. farri (Moore, 1878)
- B. leechii (Elwes & Edwards, 1897)
- B. oceia (Hewitson, 1868)
- B. pagana (De Nicéville, 1887)
- B. penicillata Moore, 1881